# Rudolf Teschner
Rudolf Teschner (16 de febrer de 1922, Potsdam - 23 de juliol de 2006, Berlín-Steglitz) fou un jugador i escriptor d'escacs alemany, actiu a les dècades de 1950 i 1960.

## Resultats destacats en competició
En Teschner va guanyar set cops el campionat d'escacs de Berlín. El 1948, va guanyar el Campionat d'Alemanya de la zona soviètica a Bad Doberan, i posteriorment, el 1951, guanyà el Campionat d'Alemanya occidental (jugat a Düsseldorf).
Teschner fou un dels membres destacats de l'equip de la RFA que participà en les Olimpíades d'escacs dels anys 1952 i 1956. El 1957 va obtenir el títol de Mestre Internacional.
Empatà a la 2a-3a posició al Zonal de Berg en Dal 1960 (el campió fou Friðrik Ólafsson), cosa que li va permetre de participar també a l'Interzonal d'Estocolm 1962. També empatà als llocs 1r-4t, amb 8.5/11 punts, en dues ocasions als torneigs de nadal de Reggio Emilia (1963/1964 i 1964/1965).
El 1992 fu fou el primer Mestre Internacional de la història en ésser nomenat per la FIDE Gran Mestre "Ad Honorem". El seu millor Elo històric fou de 2633 punts, el maig de 1968, quan va jugar amb gran èxit al torneig de Bamberg, i hi guanyà el premi de bellesa a la millor partida.

## Periodista i escriptor d'escacs
En Teschner va treballar entre 1950 i 1988 com a editor de la Deutsche Schachzeitung (Notícies d'escacs d'Alemanya, la revista d'escacs més antiga del món de les que encara estan en edició), i va escriure nombrosos llibres i articles d'escacs.

### Obres
- Der kleine Bilguer, Berlin 1953 (amb Kurt Richter)
- Schachmeisterpartien 1960-1965, Reclam, Stuttgart 1966
- Schachmeisterpartien 1966-1970, Reclam, Stuttgart 1971
- Meisterspiele - Unvergeßliche Schachpartien, Goldmann, Múnic 1972
- Schachmeisterpartien 1971-1975, Reclam, Stuttgart 1977
- Turnierpartien der Gegenwart, Franckh, Stuttgart, 1978
- Sie sind am Zug - 300 Schach-Kombinationen, Goldmann, Múnic 1979
- Das moderne Schachlehrbuch, Goldmann, Múnic 1980
- Schachmeisterpartien 1976-1980, Reclam, Stuttgart 1983
- Schach für Fortgeschrittene, Falken, Niedernhausen/Ts. 1986
- Schachmeisterpartien 1981-1985, Reclam, Stuttgart 1986
- Schachmeisterpartien 1986-1990, Reclam, Stuttgart 1991
- Fischer gegen Spasski 1972 und 1992, Olms, Zürich 1993
- Eine Schule des Schachs in 40 Stunden, Olms, Zürich 1993